# Distretto di Vakfıkebir
Il distretto di Vakfıkebir (in turco Vakfıkebir ilçesi) è uno dei distretti della provincia di Trebisonda, in Turchia.

## Gastronomia
Vakfıkebir è conosciuta in Turchia per il suo pane, considerato uno dei migliori del paese.